# Ортис, Жуан
Хулио Жуан Ортис Ландасури (исп. Julio Joao Ortiz Landazuri; род. 1 мая 1996, Эсмеральдас) — эквадорский футболист, полузащитник клуба «Индепендьенте дель Валье» и сборной Эквадора.

## Клубная карьера
Ортис — воспитанник клубов «Эль Насьональ» и «Универсидад Католика Кито». 5 декабря 2014 года в матче против «Депортиво Куэнка» он дебютировал в эквадорской Примере. В 2015 году игрок перешёл в Сан-Антонио и сразу же был отдан в аренду в уругвайский «Пласа Колония». 4 апреля в матче против «Монтевидео Сити Торке» он дебютировал в уругвайской Сегунде. После этого игрок на Жуан на правах аренды выступал за клубы низших дивизионов «Депортиво Кито», «Кумбайя» и «Клан Хувенил». В 2018 году Ортис был арендован «Депортиво Куэнка». 29 сентября в матче против «Индепендьенте дель Валье» он дебютировал за новую команду. По окончании аренды клуб выкупил трансфер игрока. 
Летом 2020 года Ортис перешёл в «Дельфин». 16 августа в матче против «Эмелек» он дебютировал за новый клуб. 21 сентября в поединке против «Мушук Руна» Жуан забил свой первый гол за «Дельфин». 
В начале 2022 года Ортис перешёл в ЛДУ Кито. 19 февраля в матче против «Гуаласео» он дебютировал за новую команду. Летом того же года Ортис подписал контракт с «Индепендьенте дель Валье». 18 июля в матче против «Эмелека» он дебютировал за новый клуб. 6 августа в поединке против Оренсе Жуан забил свой первый гол за Индепендьенте дель Валье. В своём дебютном сезоне игрок помог клубу выиграть Южноамериканский кубок. 5 апреля 2024 года в матче Кубка Либертадорес против уругвайского «Ливерпуля» он забил гол. 

## Международная карьера
В 2013 году в составе юношеской сборной Эквадора Ортис принял участие в юношеском чемпионате Южной Америки в Аргентине. На турнире он был запасным и на поле не вышел.
28 октября 2021 года в товарищеском матче против сборной Мексики Ортис дебютировал за сборную Эквадора. 

## Достижения
Клубные
 «Индепендьенте дель Валье»
- Обладатель Южноамериканского кубка — 2022
- Обладатель Кубка Эквадора — 2022
- Обладатель Суперкубка Эквадора — 2023
- Обладатель Рекопа Южной Америки — 2023